# 비커밍 아스트리드
"비커밍 아스트리드"(스웨덴어: Unga Astrid, 덴마크어: Unge Astrid)는 2018년 공개된 스웨덴과 덴마크의 전기 드라마 영화이다. 스웨덴의 작가 아스트리드 린드그렌의 어린 시절 모습을 그린다.

## 출연
- 알바 아우구스트 - 아스트리드 에릭손 역
  - 마리아 팔 비칸데르 - 늙은 아스트리드 역
- 마리아 보네비 - 한나 에릭손 역
- 마그누스 크레페르 - 사무엘 아우그스트 에릭손 역
- 헨리크 라파엘센 - 라인홀드 블롬베리 역
- 트리네 뒤르홀름 - 마리 역
- 비에른 구스타프손 - 스투레 린드그렌 역